# Happy Eyeballs
Happy Eyeballs（快乐眼球），亦被称作 Fast Fallback（快速回退），是一个由 IETF 发布的算法。支持该算法的程序会尝试同时使用 IPv4 和 IPv6 协议进行连接，若两者皆可连通则首选 IPv6，使得同时支持 IPv4 和 IPv6 的双栈应用程序对用户的响应更加灵敏，从而最大限度地减少 IPv6 连接或设置不完善的用户遇到的常见问题。 “快乐眼球”一词源自行内术语“眼球”，用于描述互联网上那些面向人类用户（而不是服务器）的端点，因此“快乐眼球”此处用于形容快乐的用户。
由于许多互联网用户尚无法访问 IPv6 互联网，当这些用户的应用程序尝试访问 IPv6 网络时，这些应用程序会进入无响应状态，从而影响用户体验。Happy Eyeballs 以并行的方式尝试使用两种协议发起连接，来判断使用哪种协议更为合适，而并行的运用意味着该判断过程的延迟和普通连接几乎一致，因而解决了这个问题。使用的地址通常是通过循环算法从 DNS 中选择的。
谷歌的Chrome游览器、Opera游览器、Firefox、cURL、OSX、OpenBSD 等软件皆实现了 Happy Eyeballs 算法。 
Happy Eyeballs 曾于2011年世界IPv6日进行了一次测试。
Happy Eyeballs 算法也可以扩展到用于判断最佳的传输协议类型，如 TCP 和 SCTP，但其开发仍处于实验阶段。